# 东沙菜市场

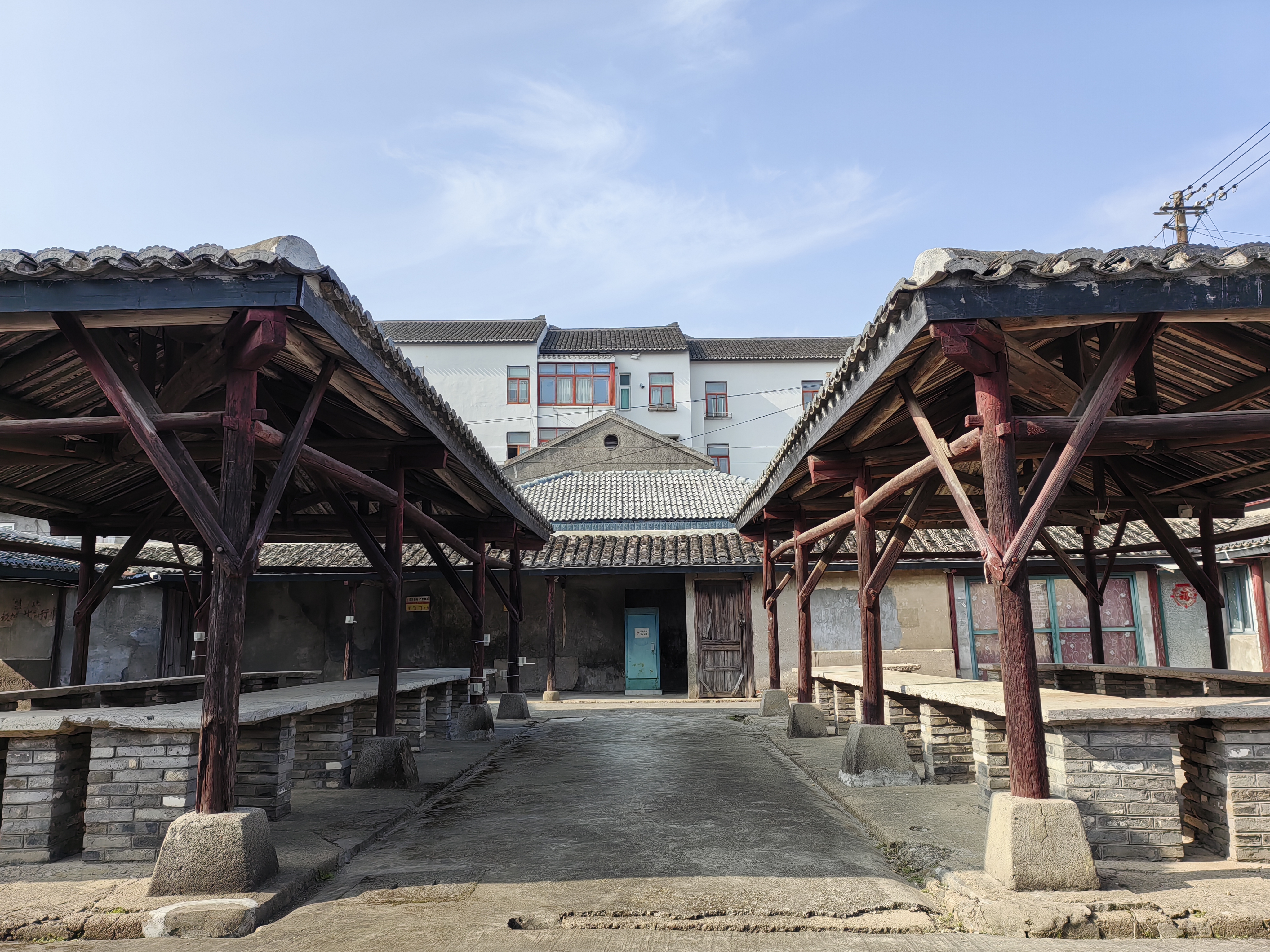
從東面望見的东沙菜市场

东沙菜市场是位于浙江省岱山县东沙镇境内东沙角的一个农村菜市场，主题建筑为方形廊式结构，是浙江省文物保护单位之一。该菜市场历史悠久，是因舟山渔场大黄鱼捕捞业的兴起而开市并繁荣，初期名为“横街头”，鱼市贸易繁荣一时，岱山县古时“蓬莱十景”之一的“横街鱼市”即指此市，东沙古镇也因该市场而成为历史上岱山地区的商贸中心，并一度为岱山县县城所在地。民国以后累经火灾和抗战等灾难被毁后又重建至今。